# Haarsee
Der Haarsee ist ein natürlicher See mit 6,47 Hektar Wasserfläche, der im oberbayerischen Landkreis Weilheim-Schongau etwa sechs Kilometer südöstlich von Weilheim liegt. Er gehört der Stadt Weilheim und ist ein beliebter Badesee für Bewohner der näheren Umgebung.

## Geographie
Der Haarsee liegt bei der heute zu Weilheim gehörenden Einöde Hirschberg am Haarsee, auf dem Gebiet der ehemaligen Gemeinde Deutenhausen, einen halben Kilometer südlich der Staatsstraße St 2064 auf deren Abschnitt zwischen Marnbach und Magnetsried. Er entstand als Toteissee und ist Bestandteil des von der Würmeiszeit geprägten Eberfinger Drumlinfeldes. Weniger als 1000 Meter entfernt sind mit der Mitterlache, dem Rothsee und dem Weiher Gumpenau weitere kleine Gewässer. Der Haarsee besitzt neben seiner Speisung aus dem Grundwasser einen oberirdischen Zufluss von der südlich gelegenen Mitterlache und entwässert über den Hardtbach und weitere Bäche schließlich in die Ammer.
Der See ist eutroph, also stark phosphathaltig, die Badewasserqualität liegt in der höchsten Bewertungsstufe. Nur nach extremem Starkregen können vereinzelt Verunreinigungen aufgrund der landwirtschaftlichen Nutzung des Gebietes auftreten.
Der Haarsee mit seinem Uferbereich ist Bestandteil des Landschaftsschutzgebietes Hardtlandschaft und Eberfinger Drumlinfelder. Ferner liegt er im FFH-Gebiet Eberfinger Drumlinfelder mit Magnetsrieder Hardt und Bernrieder Filz, einem Schutzgebietstyp nach der Europäischen Naturschutzgesetzgebung. In den Verlandungszonen des Uferbereiches wachsen die Steife Segge, das Sumpf-Helmkraut, der Gewöhnlicher Gilbweiderich, das Echtes Mädesüß, der Gewöhnlicher Blutweiderich, das Schilfrohr, das Sumpf-Blutauge, der Fieberklee, die Kriech-Weide und der seltene Wasserschierling.
Das Landratsamt als untere Naturschutzbehörde sieht im Haarsee „mit seinen Röhrichtzonen und Mooruferbereichen einen äußerst wertvollen Lebensraum für viele seltene und geschützte Tier- und Pflanzenarten“ und verfügte deswegen unter anderem ein Betretungsverbot von Mai bis September für einen Großteil des Uferbereiches.

## Geschichte
Der Name des Sees leitet sich von dem in der Gegend verbreiteten Flurnamen Hardt ab, was „Weide im Wald“ bedeutet. Ein Hof am Haarsee ist bereits im Jahr 1349 belegt. Die Schwaige Haarsee war einer von sechs Schwaighöfen des Klosters Polling. Das Kloster nutzte den See, neben weiteren in der Nähe künstlich angelegten Weihern, zur Fischzucht. Nach der Säkularisation 1803 kam der See und die Schwaige in private Hand.
1908 ging der Name des Sees wiederum in die neue Ortsbezeichnung Hirschberg am Haarsee ein unter der sich die Familie v. Hirschberg oberhalb des Sees Schloss Hirschberg am Haarsee im Neobarock mit Elementen des Jugendstils errichten ließ. Der See gehörte zum Privatgrundstück der von Hirschbergs und ihrer Nachfolger. Er blieb aber weitgehend öffentlich zugänglich.
In der zweiten Hälfte des 20. Jahrhunderts wurde der See bei den Umwohnern beliebt als Badegewässer. Es wurde ein einfaches Strandbad mit Kiosk und Toilettenanlagen betrieben. Mitte der 1990er Jahre wurde der Strandbadbetrieb eingestellt, die Gebäude entfernt und das Seeufer renaturiert. Im See wird aber weiterhin gebadet.
Nachdem Schloss und See vom Bundesvermögensamt an eine Privatperson verkauft worden waren, vereinbarte die Stadt Weilheim im April 2004 mit dem neuen Eigentümer, dass der See weiterhin der Allgemeinheit kostenlos als Badesee zur Verfügung stehen soll. Im Zuge der Debatte um die Nutzung des Schlosses kaufte die Stadt Weilheim 2012 den Haarsee mit 6,4 ha Grund, um ihn der Öffentlichkeit zu sichern.